# 過海隧道巴士N373線
過海隧道巴士N373線是香港一條過海特別路線（通宵服務），由九巴獨自經營，來往中環（港澳碼頭）及粉嶺（聯和墟），途經金鐘、灣仔及銅鑼灣後，穿過海底隧道前往何文田及九龍塘，再取道獅子山隧道及吐露港公路往返林村（大窩西支路）、粉嶺南及上水，全程收費為$45.5。

## 歷史
運輸署和九巴於《2017－2018年度巴士路線計劃》中，建議開辦全新通宵過海巴士路線，編號為N373，來往粉嶺（聯和墟）及中環（港澳碼頭），途經天平邨、翠麗花園、彩園邨、百和路及大窩西支路後，取道吐露港公路、獅子山隧道、窩打老道、公主道及海底隧道往返灣仔、金鐘及中環，為北區及大埔區的居民提供通宵過海巴士路線。建議出爐後，北區區議員普遍支持相關計劃，僅對服務時間、走線及收費等細節有意見。
然而，建議的N373線於大埔區的服務範圍只包含大窩西支路，未能深入大埔市中心，大埔區議會遂要求此路線繞經大埔新市鎮。運輸署願意聆聽，於2017年6月遞交修訂方案，建議此路線來回程加經太和、廣福道及廣福邨，並增設不經大埔的特別班次前往粉嶺（聯和墟），以回應大埔區議會的訴求。可是，運輸署公佈修訂計劃後，隨即引起北區區議會反對，時任新民主同盟北區區議員陳惠達在社交平台上發文指責大埔區搶奪北區資源，不過有網民揭發陳氏的黨友，大埔區議員任啟邦曾建議此路線繞經大埔新市鎮。任氏認為通宵時段路面暢通，新方案下N373線繞經大埔新市鎮只會增加約車程10分鐘，影響不大，惟任批評運輸署和九巴若當初建議開辦此路線時已考慮途經大埔新市鎮，相信北區居民不會覺得資源被搶奪。運輸署回應指如大埔和北區分別獨立營運一條通宵過海巴士線，難有足夠的客量，服務亦未必能維持20至30分鐘一班。北區區議會則認為N373線為一條「服務北區居民的路線」，繞經大埔後會令行車路線過長，而此路線的收費較公共小巴為高，北區和大埔居民未必願意乘搭此路線，其後更一致通過譴責運輸署。
鑑於大埔與北區區議會就N373線修改走線問題爭論不休，運輸署最終2018年6月決定按照原有方案開辦N373線，擱置繞經大埔市中心，並以此路線與271S及N271線提供轉乘優惠代替。此舉自然引起大埔區議會強烈不滿，指責運輸署厚此薄彼，更表示設若N307線不能改為常規服務，該會將絕不支持N373線開辦。儘管如此，N373線於2018年8月26日起正式開辦。
在N373線開辦前，北區區議會要求此路線經銅鑼灣，但運輸署以平衡各公共運輸營辦商的利益及已有其他公共交通提供銅鑼灣至北區服務為理由拒絕北區區議員的要求。2023年，來往灣仔至上水的通宵公共小巴路線停止服務，大埔區議會指責運輸署不欲此路線與公共小巴競爭而沒有服務銅鑼灣，遂動議要求此路線繞經灣仔鵝頸橋及銅鑼灣一帶並設立中途站。九巴回應指N373線途經銅鑼灣能更方便居民返回大埔區，故已向運輸署遞交此路線途經銅鑼灣的申請。後來在《2024－2025年度巴士路線計劃》中，運輸署及九巴建議N373線往粉嶺（聯和墟）方向繞經銅鑼灣怡和街及高士威道，提供銅鑼灣前往上水及粉嶺的通宵巴士服務，並於2024年9月17日實施。

## 服務時間及班次
| 中環（港澳碼頭）開 | 中環（港澳碼頭）開 | 粉嶺（聯和墟）開  | 粉嶺（聯和墟）開 |
| 服務時間 （每日）  | 班次 （分鐘）      | 服務時間 （每日） | 班次 （分鐘）    |
| ------------------ | ------------------ | ----------------- | ---------------- |
| 00:00              | 00:00              | 00:30－05:00      | 30               |
| 00:30－01:10       | 20                 |                   |                  |
| 01:10－05:10       | 30                 |                   |                  |

## 收費
N373線全程收費為$45.5，並設有12歲以下小童及65歲或以上長者半價優惠，當中60歲－64歲香港居民、65歲或以上長者與合資格殘疾人士如以指定八達通繳付此線的車資，均可享有長者及合資格殘疾人士公共交通票價優惠計劃提供的$2票價優惠。乘客登車時需以現金或八達通卡繳付車資，不設找贖；而每位成人乘客可免費帶同最多兩名四歲以下而且不佔座位的兒童乘車。此外，乘客亦可透過多元化電子支付系統（e度嘟）繳付車資，乘客使用此付款方式不能享有與非九巴／龍運路線之轉乘優惠，亦不能享有「公共交通費用補貼計劃」及「長者及合資格殘疾人士乘車優惠計劃」。
N373線沿途單向分段收費如下：
| 上車地點＼落車地點 | 粉嶺（聯和墟） | 中環（港澳碼頭） |
| ------------------ | -------------- | ---------------- |
| 紅隧轉車站起       | $32.0          | 不適用           |
| 圍頭村起           | $11.1          |                  |
| 九龍塘聯合道起     | 不適用         | $15.4            |
| 伊利莎伯大廈起     | $8.9           |                  |

### 八達通轉乘優惠
乘客從本線轉乘N73、N271/271S或N368線，或從N73、N271/271S或N368線轉乘本線，車資如下：
N373←→N368，總車資$42，於紅磡海底隧道轉乘
- N373往港島 → N368往港島
- N368往元朗 → N373往粉嶺

N373←→N271/271S，總車資$32.5，於窩打老道轉乘
- N373往粉嶺 → N271/271S往大埔
- N271往紅磡站 → N373往中環

N373←→N73，總車資$42，於上水站轉乘
- N373往粉嶺 → N73往落馬洲
- N73往沙田 → N373往中環

## 使用車輛
本線將主要使用亞歷山大丹尼士Enviro 500 MMC、富豪B9TL及富豪B8L 12米行走；以及2輛單層巴士行走，主要為富豪B7RLE（AVC）。

## 行車路線

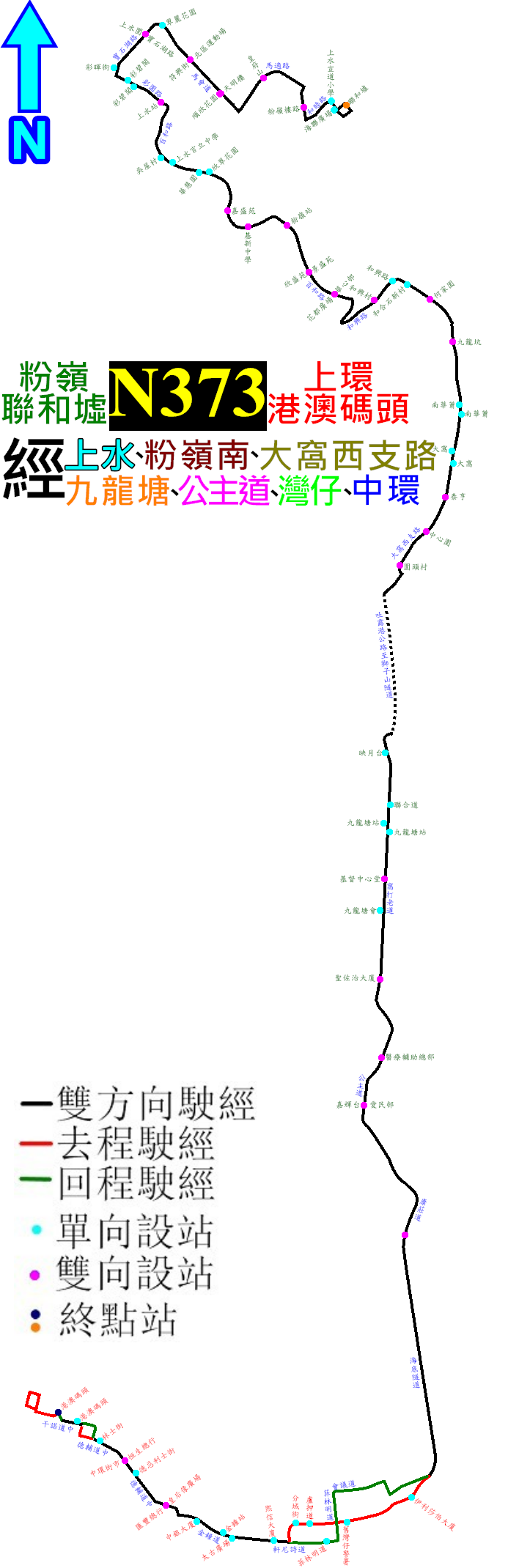
N373線的走線圖

N373線由中環（港澳碼頭）開出的班次途經干諾道中、林士街、德輔道中、金鐘道、軒尼詩道、怡和街、高士威道、興發街、維園道、告士打道、海底隧道、康莊道、公主道、窩打老道、獅子山隧道、獅子山隧道公路、沙田路、大埔公路－沙田段、吐露港公路、林錦公路交匯處、大窩西支路、和興路、華明路、百和路、彩園路、寶石湖路、馬會道、馬適路、粉嶺樓路、和睦路及聯安街前往粉嶺（聯和墟）；由粉嶺（聯和墟）開出的班次途經和泰街、和睦路、粉嶺樓路、馬適路、馬會道、寶石湖路、彩園路、百和路、華明路、和興路、大窩西支路、林錦公路交匯處、吐露港公路、大埔公路－沙田段、沙田路、獅子山隧道公路、獅子山隧道、窩打老道、公主道、康莊道、海底隧道、告士打道、內告士打道、分域街、軒尼詩道、金鐘道、德輔道中、禧利街、干諾道中（西行）、西消防街及干諾道中（東行），具體停站請參考資訊框。

## 使用狀況
2020年9月，九巴在北區區議會交通及運輸委員會表示N373線每晚02:30後往北區方向的班次，每班車總乘客不多於20人。而在《2024－2025年度巴士路線計劃》中，此路線最繁忙一小時內的載客率為21%。